# 卡利尼亞
48°41′52″N 26°43′5″E / 48.69778°N 26.71806°E
卡利尼亞（烏克蘭語：Калиня），是烏克蘭的村落，位於該國西部赫梅利尼茨基州，由卡緬涅茨-波多利斯基區負責管轄，始建於1493年，面積0.85平方公里，2001年人口376，人口密度每平方公里443.4人。